# Куписевич, Збигнев
Збигнев Пётр Куписевич (пол. Zbigniew Piotr Kupisiewicz; 19 сентября 1957, Пширув) — польский профсоюзный деятель, в 1980—1981 один из лидеров Катовицкого профцентра Солидарности, организатор и публицист профсоюзных СМИ. Подписал Катовицкое соглашение с правительством ПНР о создании независимого профсоюза. Активный противник ПОРП, участник забастовки на металлургическом комбинате Хута Катовице в декабре 1981. Арестован и осуждён по законам военного положения, освобождён по состоянию здоровья. В Третьей Речи Посполитой — менеджер металлургических компаний.

## Инженер-забастовщик
Родился в деревенской семье из гмины Пширув. В 1977 окончил электротехнический техникум во Вроцлаве. Работал инженером-электронщиком на металлургическом комбинате Хута Катовице в Домброва-Гурнича.
В августе-сентябре 1980 молодой инженер Збигнев Куписевич активно примкнул к забастовочному движению. Был избран председателем забастовочного комитета прокатного цеха и членом забастовочного комитета всего комбината.

## Активист и публицист «Солидарности»
Межзаводской забастовочный комитет (MKS) Катовице возглавлял Анджей Розплоховский. Збигнев Куписевич поддерживал радикальную антикоммунистическую позицию Розплоховского. Занимал твёрдую позицию на переговорах с правительственной комиссией, выступал против правящей компартии ПОРП, требовал правовых гарантий независимости и самоуправления новых профсоюзов.
11 сентября 1980 Куписевич среди других членов MKS подписал Катовицкое (Домбровское) соглашение с министром металлургической промышленности ПНР Францишеком Каимом. Катовицкое соглашение утверждало право на создание независимых профсоюзов по всей территории Польши и издание профсоюзной прессы. Первую подпись от MKS поставил Анджей Розплоховский, но некоторые источники основным представителем забастовщиков называют Збигнева Куписевича.
Збигнев Куписевич был одним из руководителей Катовицкого профцентра Солидарности. Редактировал профсоюзное издание Wolny Związkowiec. В январе 1981 инициировал съезд редакторов «Солидарности». По результатам съезда было создано профсоюзное информагентство AS. Основной задачей AS Куписевич считал отпор коммунистической пропаганде, разоблачение клеветы, правдивое информирование общества. На этом направлении тесно сотрудничал с Анджеем Гвяздой и деятелями КОС-КОР. Находился в оперативной разработке Службы госбезопасности.
Политическая полемика в Катовице отличалась особенной резкостью: воеводский комитет ПОРП был оплотом «партийного бетона». Первый секретарь Анджей Жабиньский и его сподвижники, Катовицкий партийный форум Всеволода Волчева стояли на сталинистских позициях, выступали за силовое подавление «Солидарности». Соответственно, и авторские тексты Куписевича выдерживались в жёсткой тональности. Он называл номенклатуру ПОРП «паразитами, которые 36 лет пьют нашу кровь и не уйдут по вежливой просьбе — их надо истреблять».

## Сопротивление, арест, освобождение
13 декабря 1981 в Польше было введено военное положение. Активисты Катовицкой «Солидарности» оказали сопротивление военно-партийным властям. 13—23 декабря продолжалась оккупационная забастовка на Хута Катовице. Збигнев Куписевич, случайно избежав интернирования в первые часы (отсутствовал ночью дома), пробрался на комбинате и присоединился к забастовщикам. Руководил агитацией забастовочного комитета. Забастовка была подавлена силами ЗОМО и армии. Збигнев Куписевич арестован и помещён в милицейский изолятор.
Около двух недель Куписевич пробыл в изоляторах Бендзина и Домбровы-Гурничи, затем переведён в Катовице. 5 января 1982 Катовицкий воеводский суд приговорил Збигнева Куписевича к 5 годам 6 месяцам заключения — при вынесении приговора учитывалась не только его роль в декабрьской забастовке, но и «враждебная деятельность» предшествовавшего периода. Текст о «паразитах, которых надо истреблять» был истолкован как призыв убивать членов ПОРП (интересен момент распознания публицистической аллегории) — хотя там же говорилось, что «оружие профсоюза — забастовка и мирное сопротивление».
Однако Верховный суд отменил приговор и 26 октября воеводский суд освободил Куписевича по состоянию здоровья. Он был направлен под надзором в больницу железнодорожной станции Катовице-Янув. В 1983—1989 Збигнев Куписевич жил в Пшируве, работал в сельхозкооперации. Участвовал в собраниях интернированных, рабочих паломничествах на Ясну Гуру.

## Менеджер металлургии
В сентябре 1989 — после новой забастовочной волны, Круглого стола и победы «Солидарности» на выборах в контрактный сейм — Збигнев Куписевич вернулся работать на Хута Катовице. В Третьей Речи Посполитой с 1990 по 1994 был депутатом Пширувского гминного совета. Участвовал в воссоздании легальной структуры Силезско-Домбровского профцентра «Солидарности», в 1990—1998 состоял в его руководстве. В 1994—1995 снова редактировал Wolny Związkowiec.
Збигнев Куписевич активно участвовал в процессах реструктурирования Хута Катовице, работал в компаниях, созданных на основе комбината. С 2010 — менеджер ArcelorMittal Poland. Выступает на юбилейных мероприятиях «Солидарности», особенно Катовицкого соглашения.